# Teicophrys californiae
Teicophrys californiae är en insektsart som beskrevs av Marius Descamps 1977. Teicophrys californiae ingår i släktet Teicophrys och familjen Episactidae. Inga underarter finns listade i Catalogue of Life.